# Bahnhof Niigata
Der Bahnhof Niigata (japanisch 新潟駅 Niigata-eki) befindet sich im Stadtbezirk Chūō der japanischen Stadt Niigata in der Präfektur Niigata.
Der am 3. Mai 1904 eröffnete Bahnhof schließt südöstlich an die Innenstadt von Niigata an und befindet sich im Stadtteil Bandai, einem der ältesten Stadtteile Niigatas. Betrieben und mit drei Regional- und einer Shinkansen-Line bedient wird der Bahnhof Niigata von JR East. Der Bahnhof wird täglich von durchschnittlich 37.322 Fahrgästen genutzt (Stand 2012).

## Bauart
Der Bahnhof verfügt über sieben ebenerdige Gleise für den Regional- und Nachtzugverkehr, die über Brücken miteinander verbunden sind. Während Gleis 1 direkt vom Bahnhofsgebäude erreichbar ist, befinden sich die Gleise 2/3, 4/5 und 6/7 in Insellage.
Das Bahnhofsgebäude in seiner heutigen Erscheinung stammt aus den späten 1950er Jahren.
Im Zuge des Baus der Jōetsu-Shinkansen, die in Niigata endet, entstand bis 1982 parallel südöstlich zum bestehenden Bahnhof ein Shinkansen-Halt mit vier Gleisen. Dieser Bereich wurde – wie nahezu die gesamte Shinkansen-Trasse – aufgeständert ausgeführt, so dass er die bestehende Bahnhofsanlage überragt.

## Bahnsteige
| 1     | ■Shin’etsu-Hauptlinie  | Niitsu • Nagaoka • Tsugawa |                            |
| 1     | ■Hakushin-Linie        | Higashi-Niigata • Shibata  |                            |
| 1     | ■Echigo-Linie          | Yoshida • Kashiwazaki      |                            |
| 2/3   | ■Shin’etsu-Hauptlinie  | Niitsu • Nagaoka • Tsugawa |                            |
| 2/3   | ■Hakushin-Linie        | Higashi-Niigata • Shibata  |                            |
| 2/3   | ■Echigo-Linie          | Yoshida • Kashiwazaki      |                            |
| 2/3   | 4/5                    | ■Shin’etsu-Hauptlinie      | Niitsu • Nagaoka • Tsugawa |
| 2/3   | 4/5                    | ■Hakushin-Linie            | Higashi-Niigata • Shibata  |
| 2/3   | 4/5                    | ■Echigo-Linie              | Yoshida • Kashiwazaki      |
| 6/7   | ■Shin’etsu-Hauptlinie  | Niitsu • Nagaoka • Tsugawa |                            |
| 6/7   | ■Hakushin-Linie        | Shibata • Murakami         |                            |
| 6/7   | ■Echigo-Linie          | Yoshida • Kashiwazaki      |                            |
| 6/7   | ■Limited Express Inaho | Sakata • Akita             |                            |
| 6/7   | ■Rapid Kirakira Uetsu  | Sakata • Kisakata          |                            |
| 6/7   | 11/12                  | ■Jōetsu-Shinkansen         | Takasaki • Ōmiya • Tokio   |
| 13/14 | ■Jōetsu-Shinkansen     | Takasaki • Ōmiya • Tokio   |                            |

## Umgebung
Nordwestlich des Bahnhofs schließt sich der Stadtteil Bandai an, in dem sich mehrere Shopping-Center und Bürogebäude befinden. An Bandai schließt sich westlich vom Shinanogawa der Stadtteil Furumatchi an, in dem sich ebenfalls eine Vielzahl an Einkaufsmöglichkeiten und Bürohochhäuser (u. a. das 125 m hohe NEXT21) befinden.
Südöstlich des Bahnhofs befindet sich ein großer Parkplatz und ein Shopping-Center ("PLAKA"). Die Stadtstruktur südlich des Bahnhofs ist dispers zergliedert und hat wenig urbane Qualitäten.